# Torii Hunter
Pour les articles homonymes, voir Hunter.
Torii Kedar Hunter (né le 18 juillet 1975 à Pine Bluff, Arkansas, États-Unis) est un ancien voltigeur de baseball qui a évolué dans les Ligues majeures de 1997 à 2015 pour les Twins du Minnesota, les Angels de Los Angeles et les Tigers de Détroit.
Il compte cinq sélections au match des étoiles de la Ligue majeure de baseball (2002, 2007, 2009, 2010,2013), a remporté neuf Gants dorés consécutifs (2001-2009) pour son excellence en défensive au champ extérieur et reçoit en 2009 et 2013 un Bâton d'argent.

## Carrière

### Twins du Minnesota

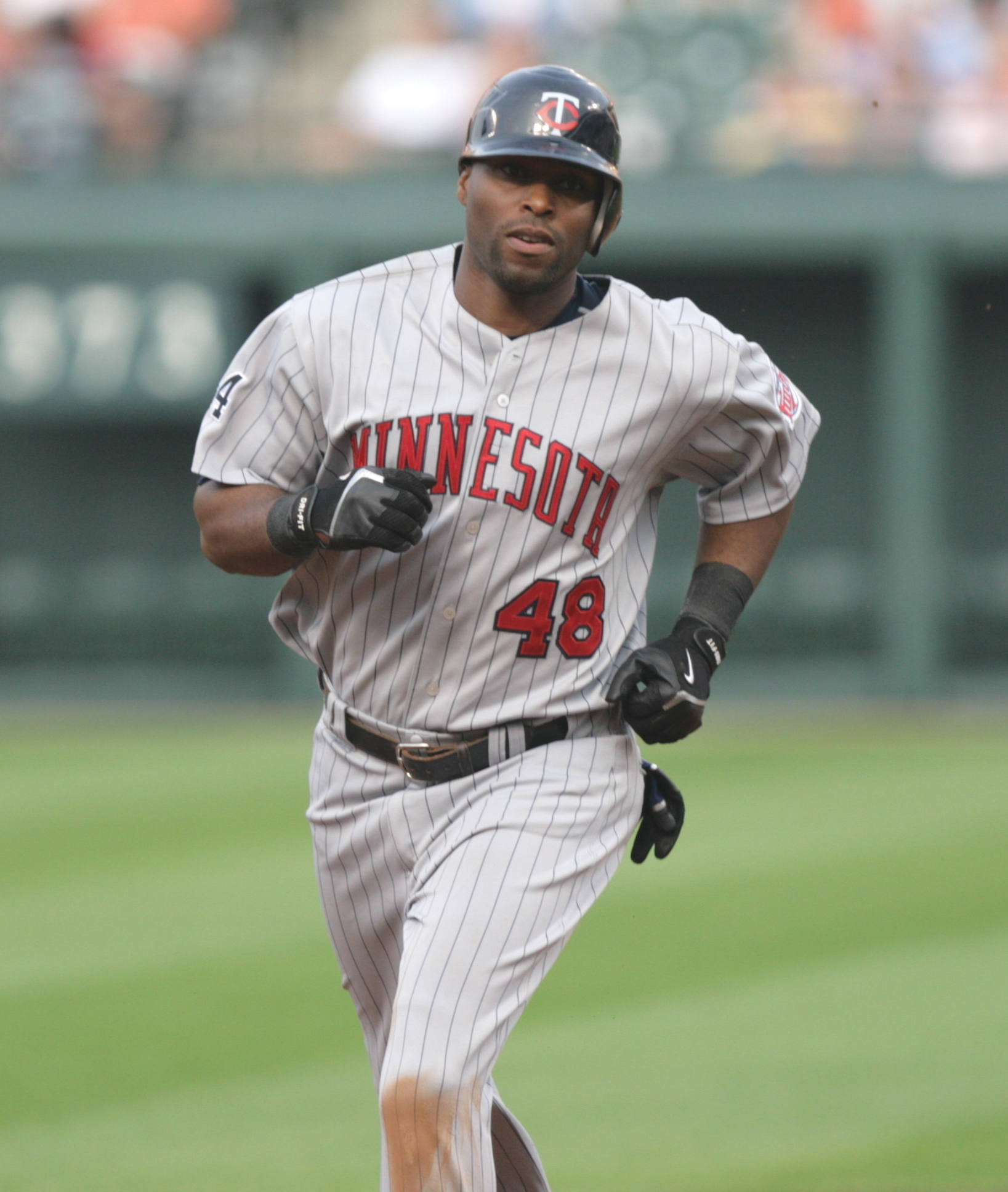
Torii Hunter en 2006, lors de son premier passage chez les Twins du Minnesota.

Hunter est drafté par les Twins du Minnesota à leur premier tour de sélection en 1993. Il joue pour la première fois en tant que coureur suppléant contre Baltimore, le 22 août 1997. À partir de 1999, il commence à jouer régulièrement : 135 matchs sur 162. Il ne commettra qu'une seule erreur sur 292 possibles.
À partir de cette saison, Hunter poursuit sa progression. En 2002, il est récompensé en étant sélectionné pour le match des étoiles. Il ira jusqu'aux séries éliminatoires cette année-là avec les Twins, battus par son futur club, les Angels de Los Angeles d'Anaheim lors de la finale de la Ligue américaine.

### Angels de Los Angeles
Après des blessures à répétition en 2003 et 2005, Hunter signe en 2007 avec les Angels de Los Angeles d'Anaheim. Il remplace alors Gary Matthews, Jr. quotidiennement au champ centre et s'impose comme un des leaders de l'équipe. En 2009, il est à nouveau sélectionné au match des étoiles, mais n'y participera pas, se blessant quelques jours avant le match.
Hunter aida les Angels à aller jusqu'aux séries éliminatoires en 2008 et 2009. 
Il frappe trois circuits contre les Padres de San Diego le 13 juin 2009.

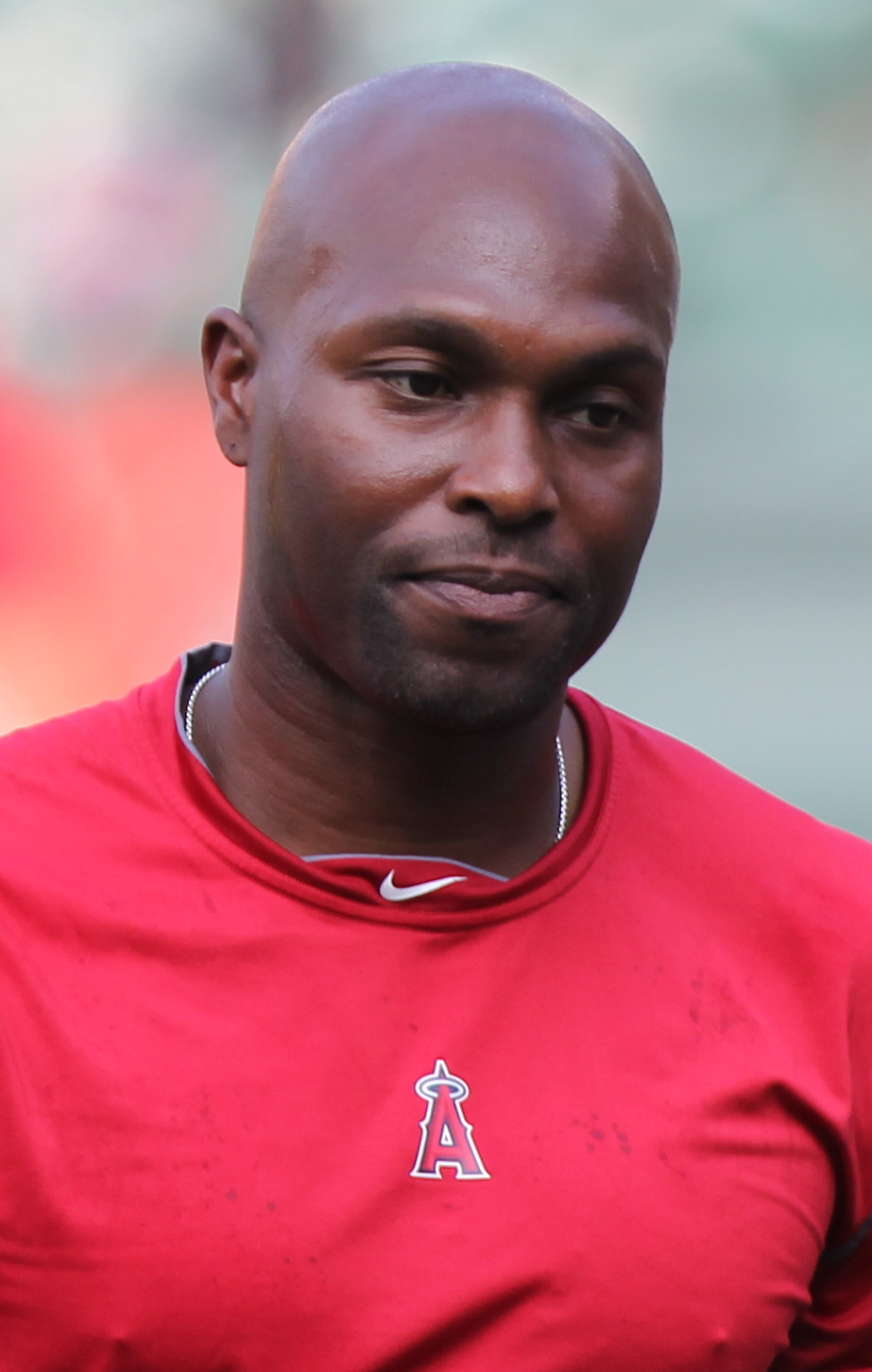
Torii Hunter en 2011 avec les Angels de Los Angeles.

En 2009, il a une moyenne de ,299 avec 23 circuits et 90 points produits. Cette même année, Hunter a remporté le Prix Branch Rickey pour ses contributions humanitaires.
À partir de 2010, Hunter est déplacé progressivement du champ centre au champ droit, ce qui est confirmé par l'émergence en 2012 du jeune voltigeur de centre Mike Trout qui lui est supérieur défensivement.
Le vétéran connaît en 2012 l'une de ses meilleures saisons depuis plusieurs années et il affiche sa meilleure moyenne au bâton en carrière : ,313 en 140 parties jouées. Il frappe 12 circuits, produit 92 points et réussit 167 coups sûrs, son plus haut total depuis 2007. Il devient agent libre après cette cinquième saison pour les Angels.

### Tigers de Détroit

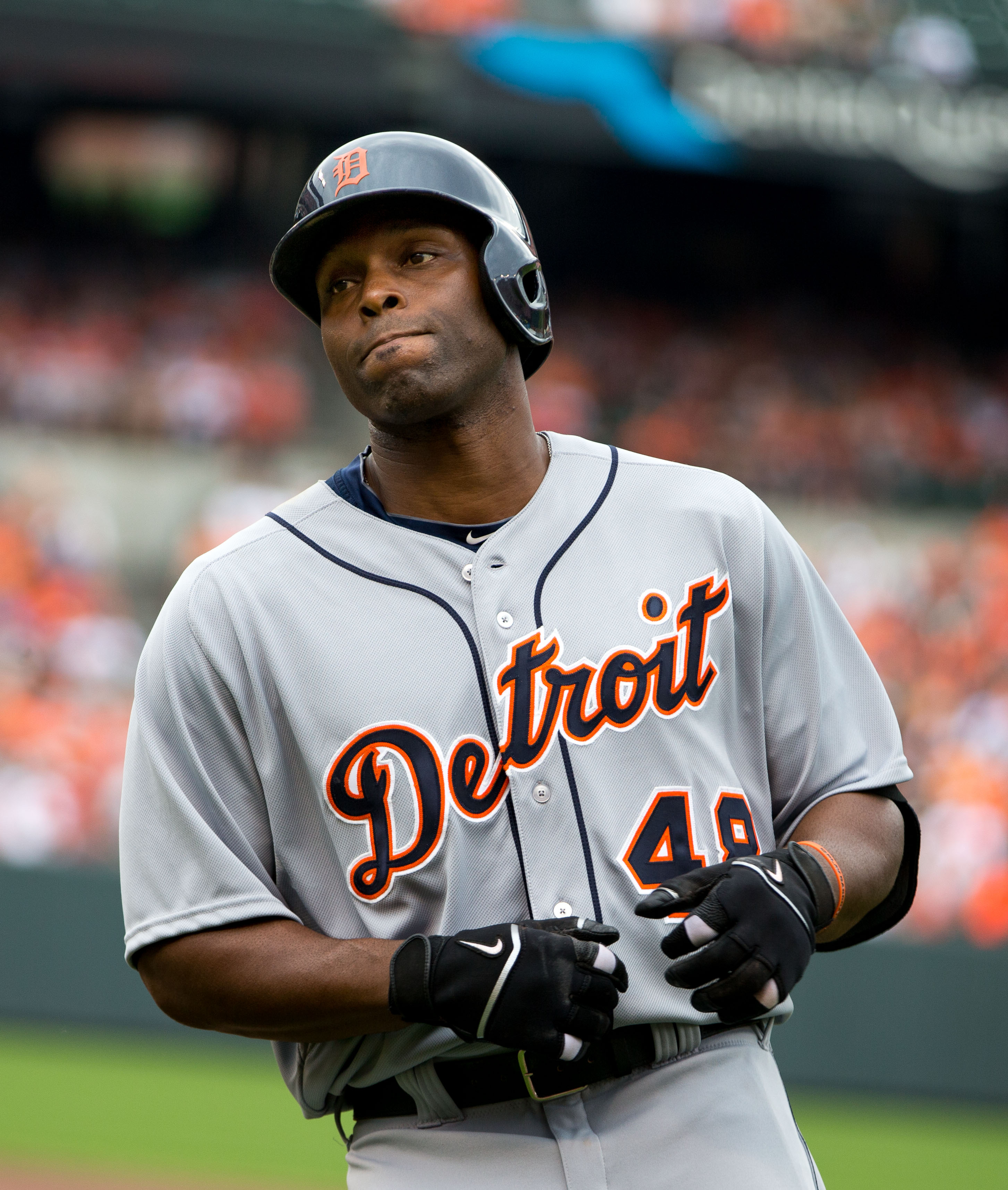
Torii Hunter en 2013 avec les Tigers de Détroit.

Le 16 novembre 2012, Hunter signe un contrat de deux saisons avec les Tigers de Détroit.
Il est invité au match des étoiles 2013, sa 5e sélection en carrière. Il termine sa première saison à Détroit avec 17 circuits et 84 points produits, le 3e plus haut total de l'équipe. Il mène avec 37 doubles un club ayant beaucoup de force en offensive et est 2e des Tigers pour les coups sûrs (184) et la moyenne de puissance (,465) et 3e avec une moyenne au bâton de ,304. 
Sa moyenne au bâton chute à ,286 et sa moyenne de puissance perd quelques points pour se chiffrer à ,446 en 2014 mais, à 39 ans, Hunter ajoute 157 coups sûrs, 33 doubles, 7 circuits et produit 83 points.

### Retour au Minnesota
Le 3 décembre 2014, Hunter retourne chez les Twins du Minnesota, de qui il accepte un contrat d'une saison à 10,5 millions de dollars.
Hunter est suspendu pour deux matchs et mis à l'amende par la ligue après un incident survenu le 10 juin 2015 lors d'un match contre Kansas City : expulsé du match par l'arbitre Mark Ripperger après avoir critiqué la zone des prises, Hunter s'emporte, retire sa chemise et la lance sur le terrain.
Il frappe 22 circuits et produit 81 points malgré une moyenne au bâton en baisse à ,240 en 139 matchs joués des Twins en 2015, sa dernière saison.

## Controverses
Hunter suscite une controverse en 2010 lorsqu'il qualifie d'« imposteurs » les joueurs latino-américains qui, selon lui, se prétendent Africains-Américains pour être rémunérés plus cher car, dit-il, les Dominicains sont payés l'équivalent d'un « sac de chips »,. Hunter dit par la suite regretter son choix de mots, en particulier le terme « imposteur ».
En 2012, Hunter déclare au Los Angeles Times qu'il serait pour lui « difficile et inconfortable » de jouer avec un coéquipier homosexuel. En octobre 2014, il enregistre un message publicitaire radiophonique pour promouvoir la candidature d'Asa Hutchinson au poste de gouverneur de l'Arkansas, en raison de l'opposition de celui-ci au mariage homosexuel.